# Konferenz der Vereinten Nationen über die Umwelt des Menschen
Die Konferenz der Vereinten Nationen über die Umwelt des Menschen oder auch Weltumweltkonferenz, kurz UNCHE (englisch United Nations Conference on the Human Environment), fand vom 5. bis 16. Juni 1972 in Stockholm statt und war die erste Konferenz der Vereinten Nationen zum Thema Umwelt und gilt als Beginn der internationalen (globalen) Umweltpolitik.

## Geschichte
Zur Erarbeitung einer „Erklärung der Konferenz der Vereinten Nationen über die Umwelt des Menschen“ trafen sich mehr als 1200 Vertreter aus 113 Staaten. Die verabschiedete Deklaration beinhaltet 26 Prinzipien für Umwelt und Entwicklung. Darüber hinaus wurde ein Aktionsplan mit 109 Empfehlungen verfasst, der Maßnahmen des internationalen Umweltmanagements expliziter ausführt.
Mit ihrer Verabschiedung bekennen sich die Staaten zur grenzüberschreitenden Zusammenarbeit in Umwelt- und Naturschutzfragen. In der Folge wurde im selben Jahr das Umweltprogramm der Vereinten Nationen gegründet, welches weitere Konferenzen vorbereitete. Zahlreiche Umweltabkommen resultierten direkt oder indirekt aus der UNCHE, so z. B.
- das Übereinkommen zur Erhaltung der wandernden wildlebenden Tierarten (Bonner Konvention),
- das Wiener Übereinkommen zum Schutz der Ozonschicht mit dem den FCKW-Ausstoß regulierenden Montreal-Protokoll,
- die Basler Konvention zum grenzüberschreitenden Umgang mit gefährlichen Abfällen,
- das Übereinkommen über die biologische Vielfalt (Biodiversitätskonvention) mit dem resultierenden Cartagena-Protokoll,
- die Klimarahmenkonvention mit dem Kyoto-Protokoll,
- das Übereinkommen der Vereinten Nationen zur Bekämpfung der Wüstenbildung (welches allerdings einen Vorgänger von 1971 hatte).

Die nachfolgende Konferenz der Vereinten Nationen über Umwelt und Entwicklung 1992 in Rio de Janeiro (auch als Weltgipfel bezeichnet) wird meist als Höhepunkt der UN-Konferenzen wahrgenommen.

## Philatelistisches
Anlässlich des 50. Jahrestags der Weltumweltkonferenz in Stockholm gab die Deutsche Post AG mit dem Erstausgabetag 2. Juni 2022 ein Sonderpostwertzeichen im Nennwert von 370 Eurocent heraus. Der Entwurf stammt vom Grafiker Kym Erdmann aus Kiel.